# Parc d'État de Chugach

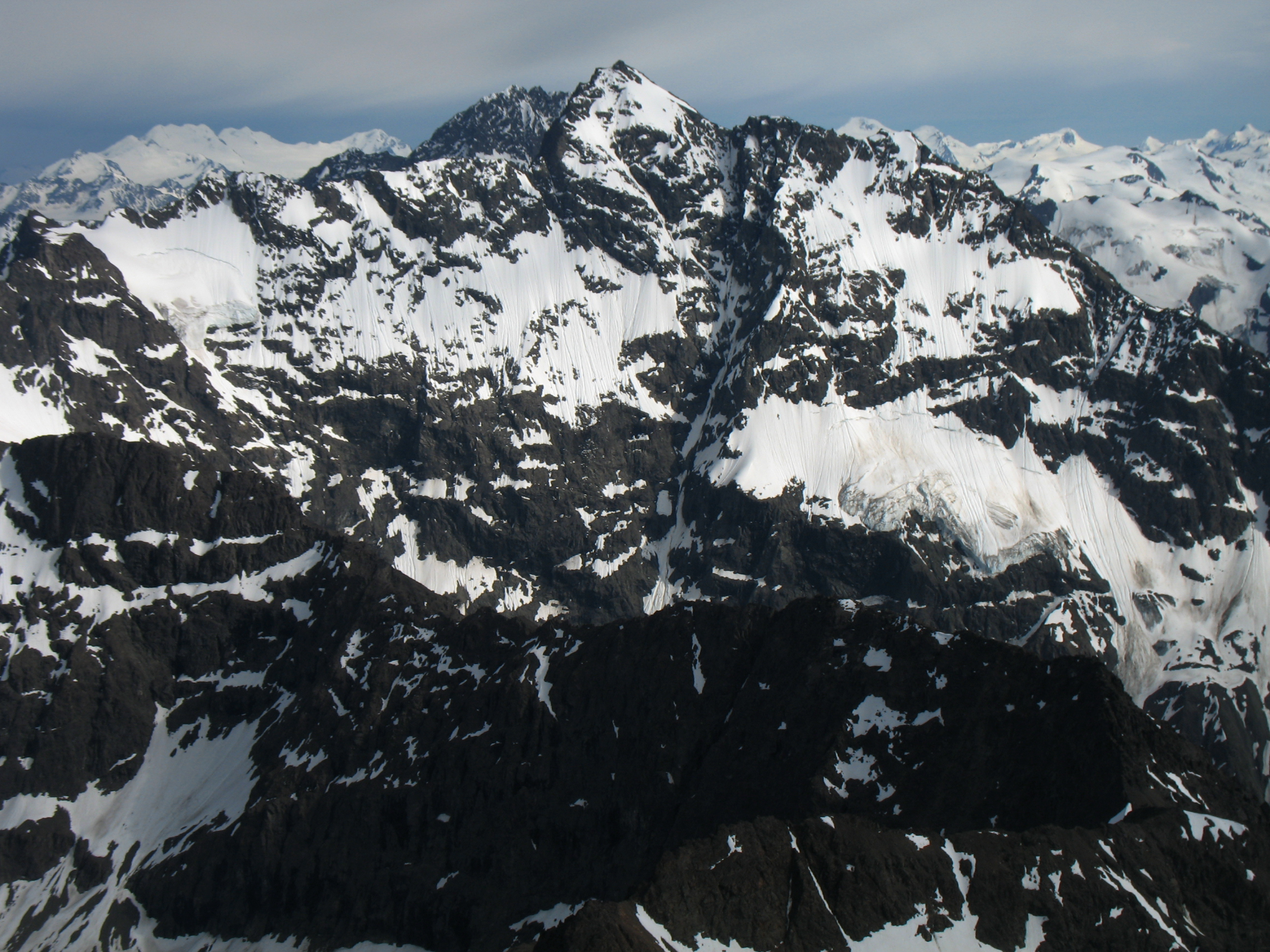
Bashful Peak, avec 2440 mètres, est la plus haute montagne du parc.

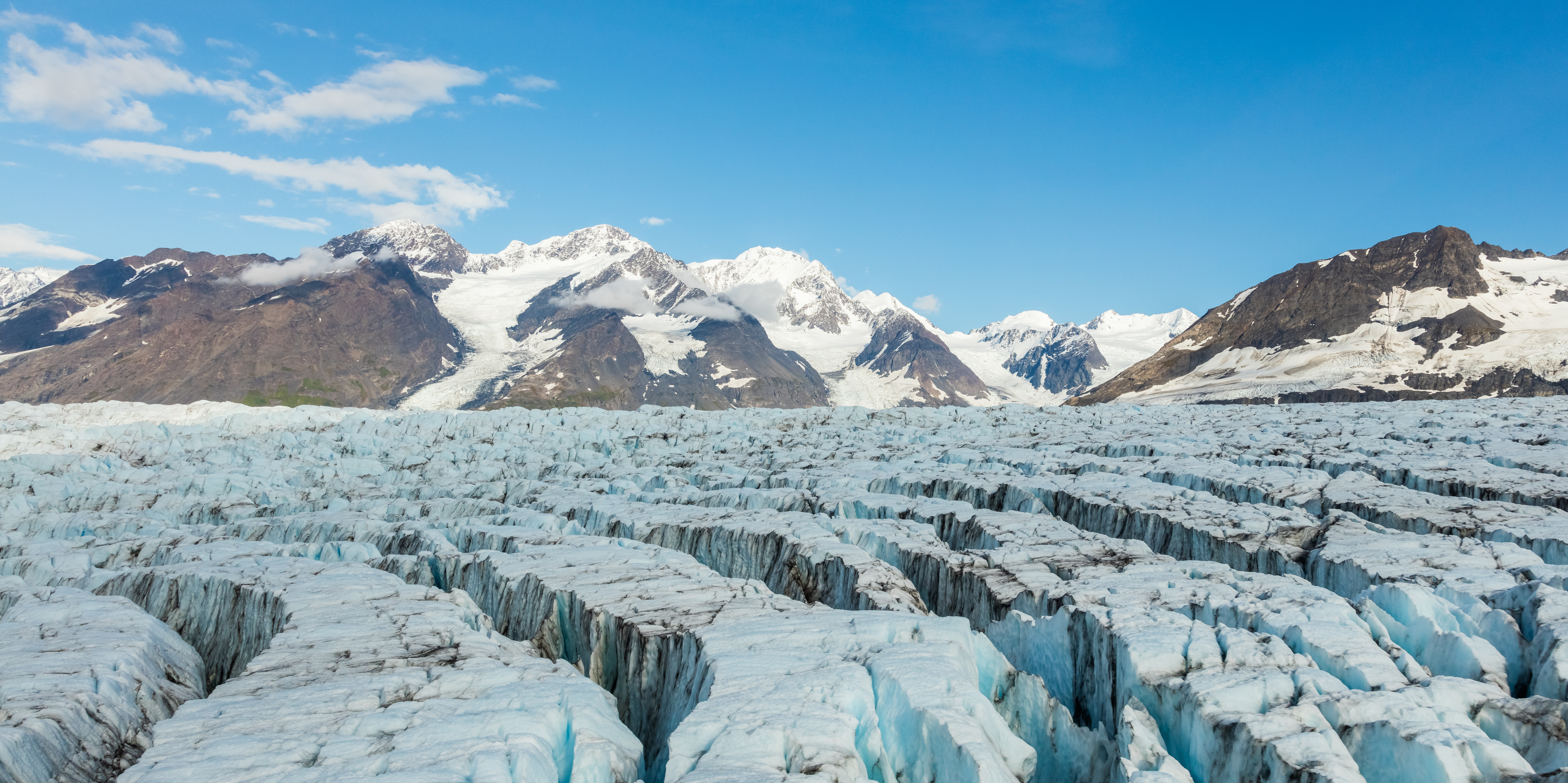
Vue aérienne d'un glacier dans le parc d'État de Chugach

Le parc d'État de Chugach (en anglais, Chugach State Park) couvre 2 004 kilomètres carrés sur une région vallonnée immédiatement à l'est d'Anchorage, dans le centre-sud de l'Alaska.
Créé par une loi signée le 6 août 1970 par le gouverneur de l'Alaska Keith Miller, ce parc d'État a été créé pour offrir des possibilités de loisirs, protéger la valeur pittoresque des montagnes Chugach et d'autres caractéristiques géographiques, et assurer la sécurité de l'approvisionnement en eau d'Anchorage. Le parc, géré par Alaska State Parks, est le troisième plus grand parc d'État des États-Unis et se compose de zones géographiquement disparates, chacune avec des attractions et des installations différentes. Seuls le parc d'État du désert d'Anza-Borrego en Californie et le parc d'État de Wood-Tikchik dans l'ouest de l'Alaska sont plus grands. Bien qu'il se situe principalement dans la municipalité d'Anchorage, une petite partie du parc au nord de la région du lac Eklutna, se trouve dans le Borough de Matanuska-Susitna.
La chasse et la pêche sont autorisées dans la région de Chugach,. Le tir à la cible n'est pas autorisé dans les limites du parc.

## Lac Eklutna

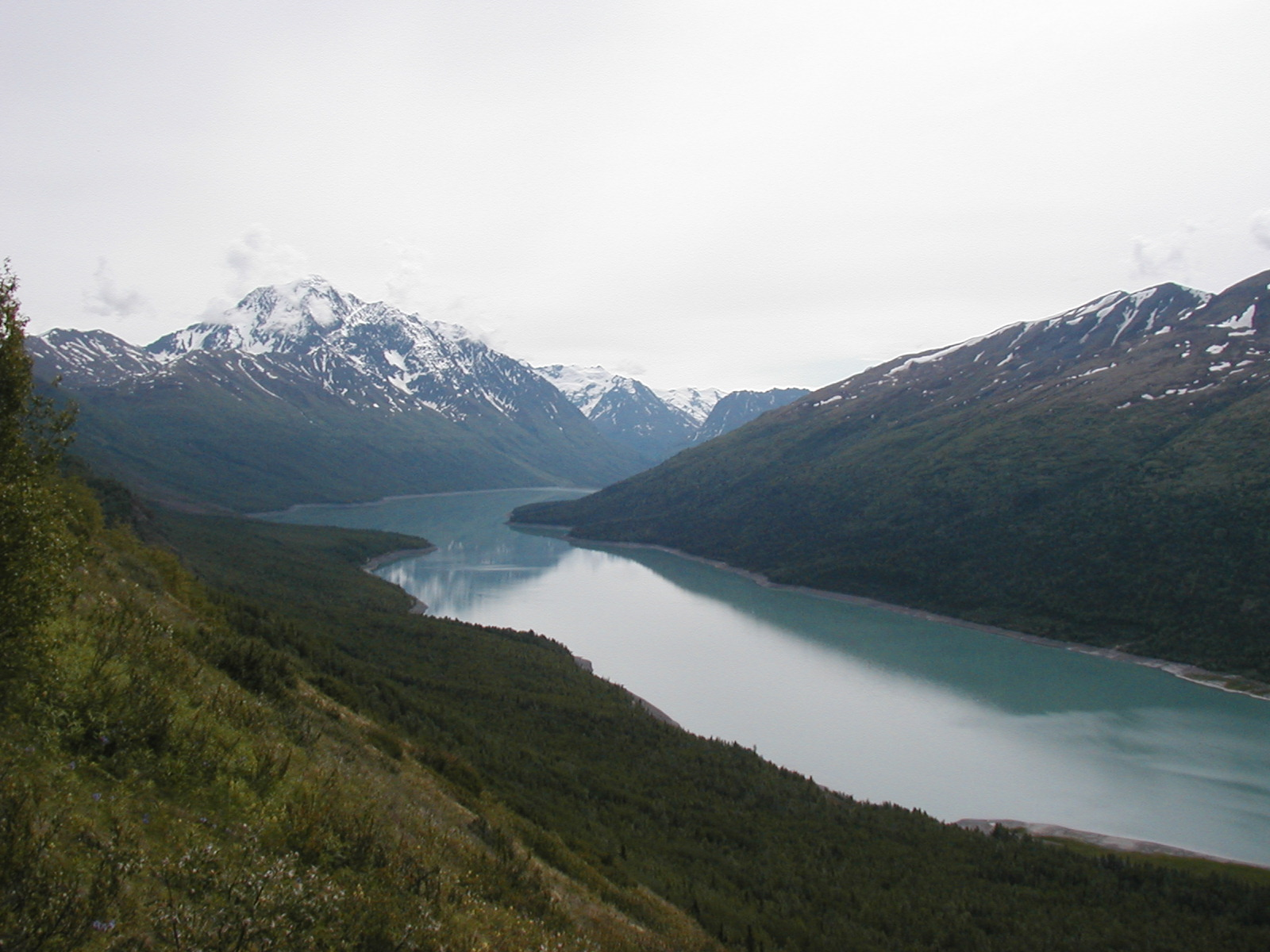
Le lac Eklutna et le pic Bold dans le parc d'État de Chugach vus depuis le sentier Twin Peaks

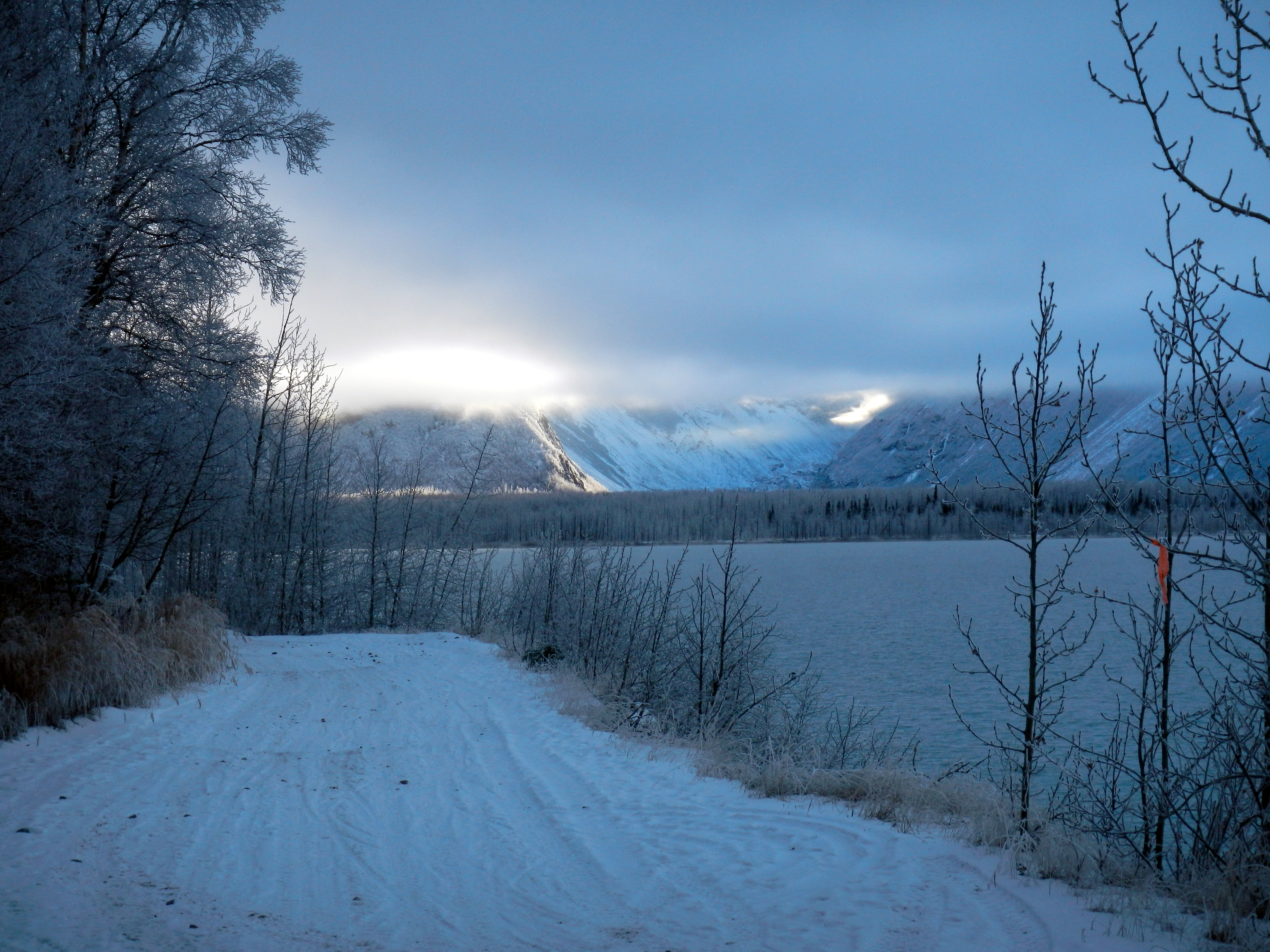
Le sentier du bord du lac Eklutna en hiver

Le sentier du bord du Lac (Lakeside Trail) parcourt 20 kilomètres le long des rives du lac Eklutna jusqu'à atteindre le sentier du glacier Eklutna, long d'un kilomètre, qui mène en peu de temps aux moraines au pied de la colossale glace bleue du glacier Eklutna. En été, les voyageurs parcourent à pied, en VTT, ou à cheval, le lac par un sentier en grande partie plat jusqu'au glacier. En hiver, les usagers des sentiers peuvent parcourir le même itinéraire en motoneige, en raquettes à neige ou en skis de fond selon la réglementation et les conditions météorologiques. Comme la majeure partie du sentier est une ancienne chaussée, le sentier est une destination hivernale populaire pour le ski joëring et le traîneau à chiens. Il y a deux terrains de camping éloignés dans la région. Deux cabanes à usage public sont disponibles à la location sur le sentier Lakeside. Les bateaux sont autorisés sur le lac Eklutna. Le point le plus élevé du parc, Bashful Peak, domine le lac avec ses 2449 mètres. Les avions de brousse peuvent atterrir sur la rive la plus éloignée (sud) du lac Eklutna, sur la piste d'atterrissage de Bold. Au nord d'Eklutna, le sommet sud du pic Pioneer est accessible depuis la Knik River Road via le sentier Pioneer Ridge qui commence à l'extérieur des limites du parc dans le Borough de Matanuska-Susitna,.
Les visiteurs du lac Eklutna peuvent découvrir une variété de vie végétale à différentes altitudes. Des forêts denses, caractéristiques de l'épinette blanche (Picea glauca), du bouleau à papier (Betula papyrifera) et du peuplier faux-tremble (Populus tremuloides), dominent les altitudes inférieures,. Des fougères, des champignons et des fleurs sauvages comme le cornouiller nain (Cornus canadensis), l'épilobe à feuilles étroites (Epilobium angustifolium) et le cône terrestre parasite du nord (Boschniakia rossica) de la famille des orobanches couvrent le sol de la forêt,. À des altitudes plus élevées, les fleurs sauvages telles que la dryade à huit pétales (Dryas octopetala) et la fleur nationale de l'Alaska, le myosotis des Alpes (Myosotis alpestris), poussent en abondance,. L'astragale alpine (Astragalus alpinus), la gaulthérie des marais (Pyrola asarifolia) et le géranium sauvage (Geranium erianthum) dominent sur les pentes inférieures, tandis que plus haut, le lupin de Nootka (Lupinus nootkatensis), la saxifrage à feuilles piquantes (Saxifraga tricuspidata), l'anémone jaune vénéneuse (Anemone richardsonii) et éventuellement les mousses de la toundra récompenseront les randonneurs,. La cueillette des baies est populaire à la fin de l'été et au début de l'automne. Les viornes comestibles (Viburnum edule), les airelles rouges (Vaccinium vitis-idaea), les groseilles rouges sauvages (Ribes triste) et les myrtilles des marais (Vaccinium uliginosum) poussent le long des sentiers inférieurs,. Les myrtilles naines (Vaccinium caepitosum), les busseroles alpines (Arctostaphylos alpina) et les camarines noires (Empetrum nigrum) se trouvent plus haut,.

## Eagle River

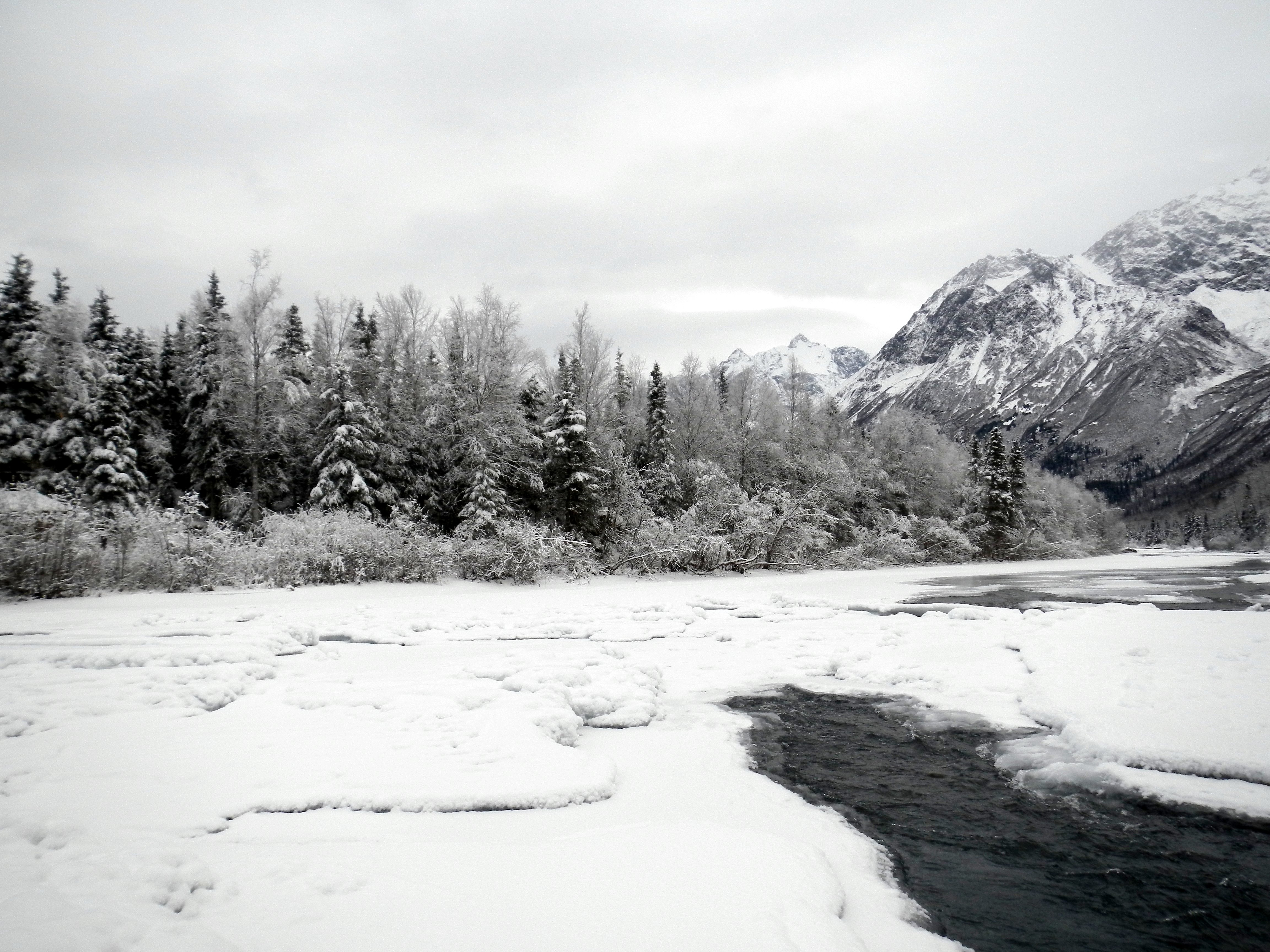
La rivière Eagle en hiver

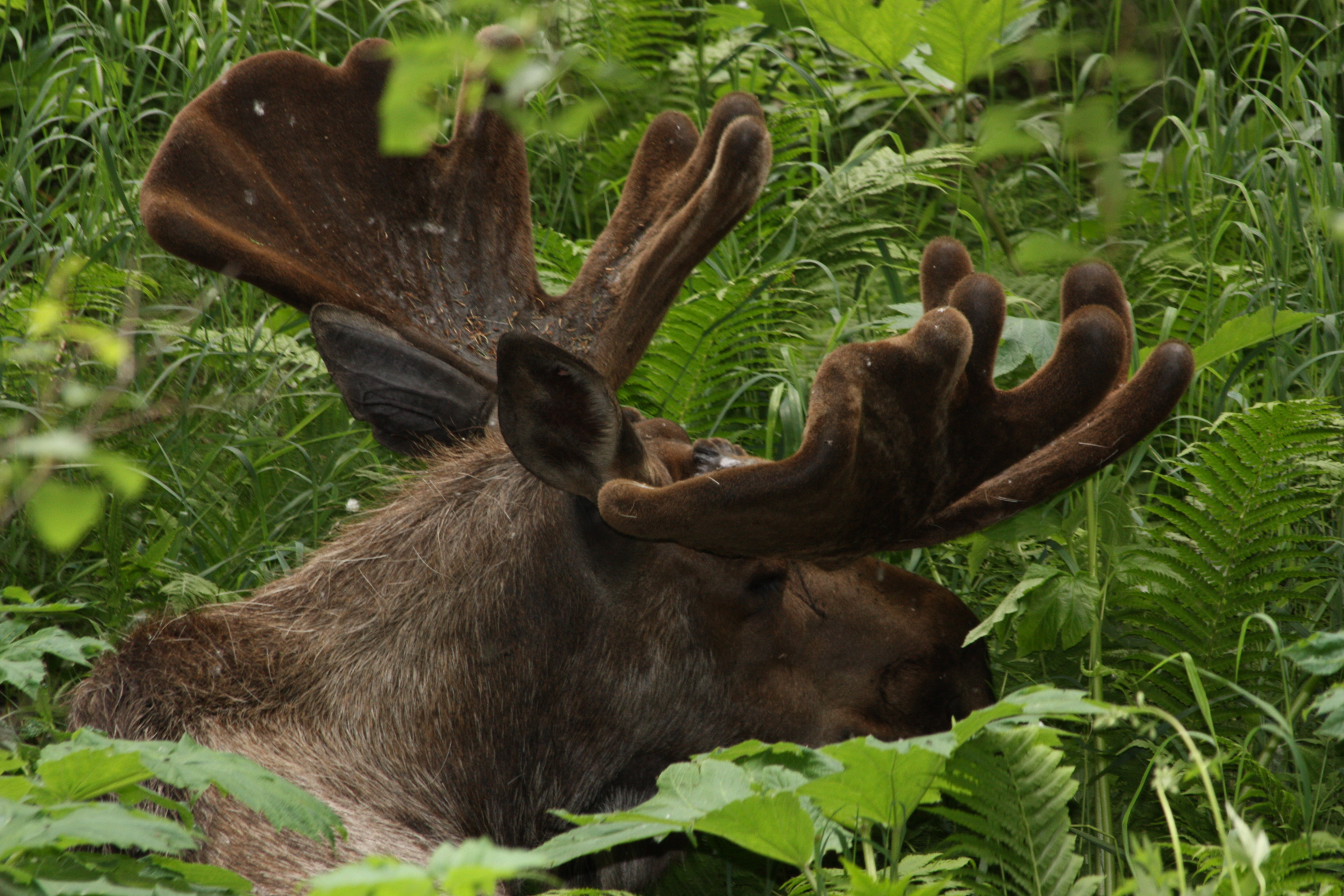
Elan, mammifère de l'État au milieu de la végétation le long du sentier Albert Loop

Une organisation à but non lucratif en association avec le parc gère le Eagle River Nature Center qui présente des informations sur la faune et les caractéristiques géologiques. On peut accéder au bassin de la rivière Eagle par le sentier Albert Loop Trail qui traverse cinq kilomètres de forêts mixtes et mène à une rivière alimentée par des glaciers cachés dans les montagnes environnantes,. À ces périodes de l'automne, lorsque les ours du parc utilisent la zone pour pêcher, le sentier est fermé afin de réduire les interactions entre les ours et les humains. Le sentier naturel Rodak mène à une plate-forme d'observation des castors et des saumons. Depuis le sentier, on peut observer le saumon rouge (Oncorhynchus nerka) et le saumon argenté (Oncorhynchus kisutch) au moment de la fraie, surtout en août. Les ours bruns (Ursus arctos) et les grizzlis (Ursus arctos ssp.) se nourrissent souvent de saumon dans les eaux peu profondes entre les barrages de castors. Des centaines d'ours noirs (Ursus americanus) vivent également dans le parc. Les cours d'eau de la région sont également excellents pour l'observation des oiseaux. Le cincle d'Amérique (Cinclus mexicanus) peut être observé pendant les mois d'hiver, ainsi que le grand-duc d'Amérique (Bubo virginianus) et la chouette de Tengmalm (Aegolius funereus). Les visiteurs peuvent louer des yourtes et des cabanes le long de la rivière Eagle. Le camping est disponible au camping Eagle River.
Le sentier historique Iditarod Trail (ou Crow Pass Trail) passe également par le Nature Center. Ce sentier populaire parcourt 45 kilomètres à travers le parc, reliant Eagle River et Girdwood, en traversant les montagnes Chugach. Il offre des vues incroyables et des possibilités d'observation de la faune. Même le long des premiers kilomètres de vue, les randonneurs voient souvent des marmottes des Rocheuses (Marmota caligata) et des écureuils terrestres arctiques (Urocitellus parryii), et occasionnellement des chèvres de montagne (Oreamnos americanus) ou des mouflons de Dall (Ovis dalli).

## Hillside
Le Hillside Trail System se trouve à seulement 20 minutes à l'est du centre-ville d'Anchorage. Une navette privée - Flattop Mountain Shuttle - assure le transport aller-retour entre le centre-ville et le Glen Alps Trailhead. Le début du sentier est également l'accès principal à Flattop Mountain, le sommet le plus fréquenté de l'État. En hiver, certains sentiers de la région sont sujets aux avalanches. Le sentier Powerline Pass est un endroit populaire pour le traîneau à chiens et le skijoring.
Des dizaines d’élans sont souvent aperçus sous la plate-forme et de l’autre côté de la vallée de Campbell Creek, à l’est. Des loups (Canis lupus) et des lynx du Canada (Lynx canadensis) vivent également dans le parc, mais sont vus moins fréquemment. Le lagopède des saules (Lagopus lagopus), oiseau emblématique de l'Alaska, ainsi que le lagopède alpin (Lagopus muta) et le lagopède à queue blanche (Lagopus leucura) fréquentent la toundra alpine et les fourrés d'arbustes subalpins. Les campagnols des champs (Microtus pennsylvanicus) vivent au contraire sous terre dans des habitats alpins et de toundra.
Les petits mammifères habitant cette zone comprennent les renards roux, les porcs-épics, les lièvres, les écureuils terrestres, les hermines et les pikas.

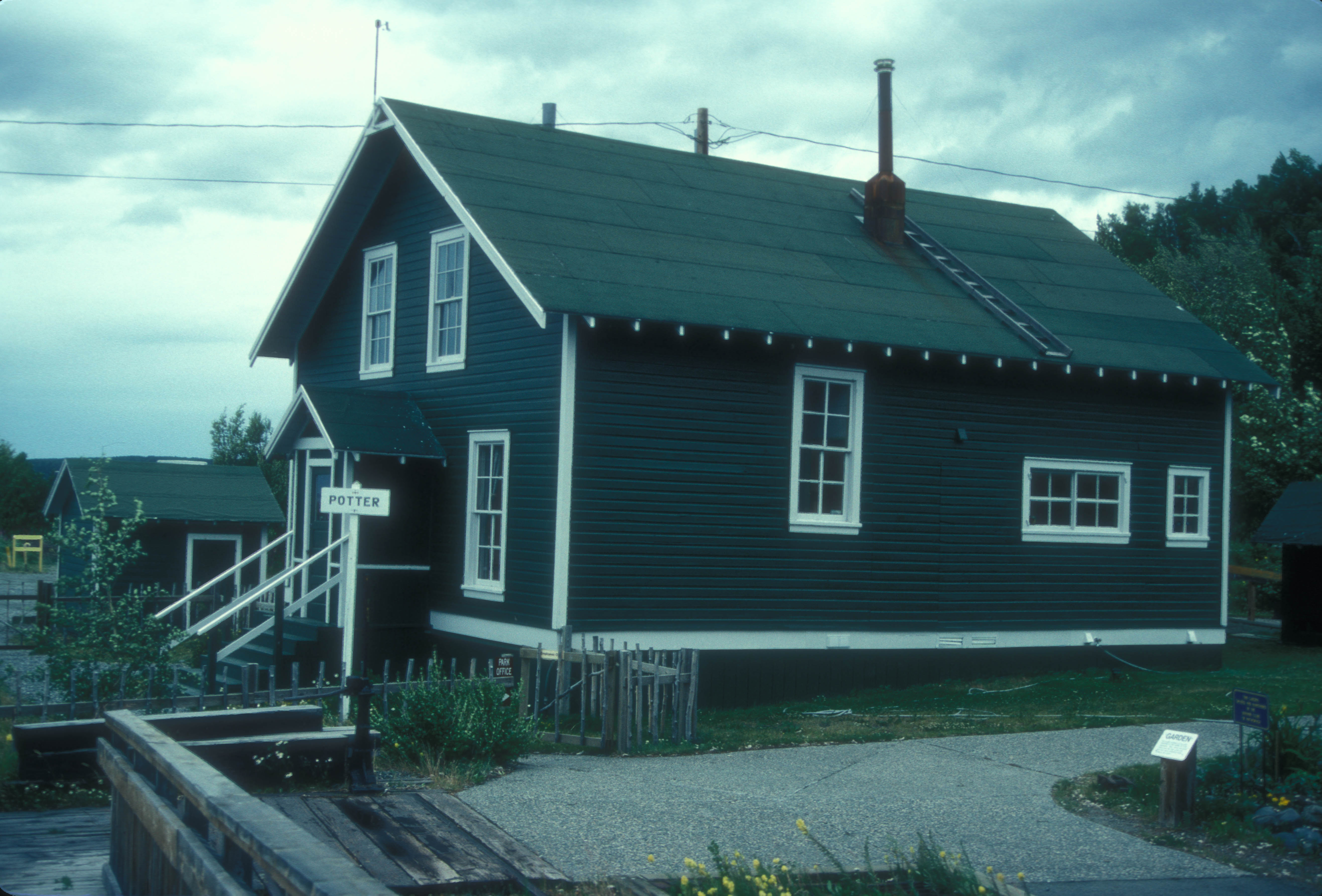
Le siège du parc d'État de Chugach est situé à Potter Section House

La Seward Highway longe une partie de la limite sud du parc le long du fjord de Turnagain Arm. Ce tronçon d'autoroute est répertorié comme une National Scenic Byway. Le long de la Seward Highway se trouve le siège du parc situé sur le site historique d'État de Potter Section House, qui servait autrefois de camp de travailleurs pour l'Alaska Railroad. Il y a plusieurs points de vue le long de la Seward Highway : l'un des endroits les plus visités est Beluga Point, au kilomètre 110,5, nommé d'après les bélugas (Delphinapterus leucas) qui fréquentent la région.

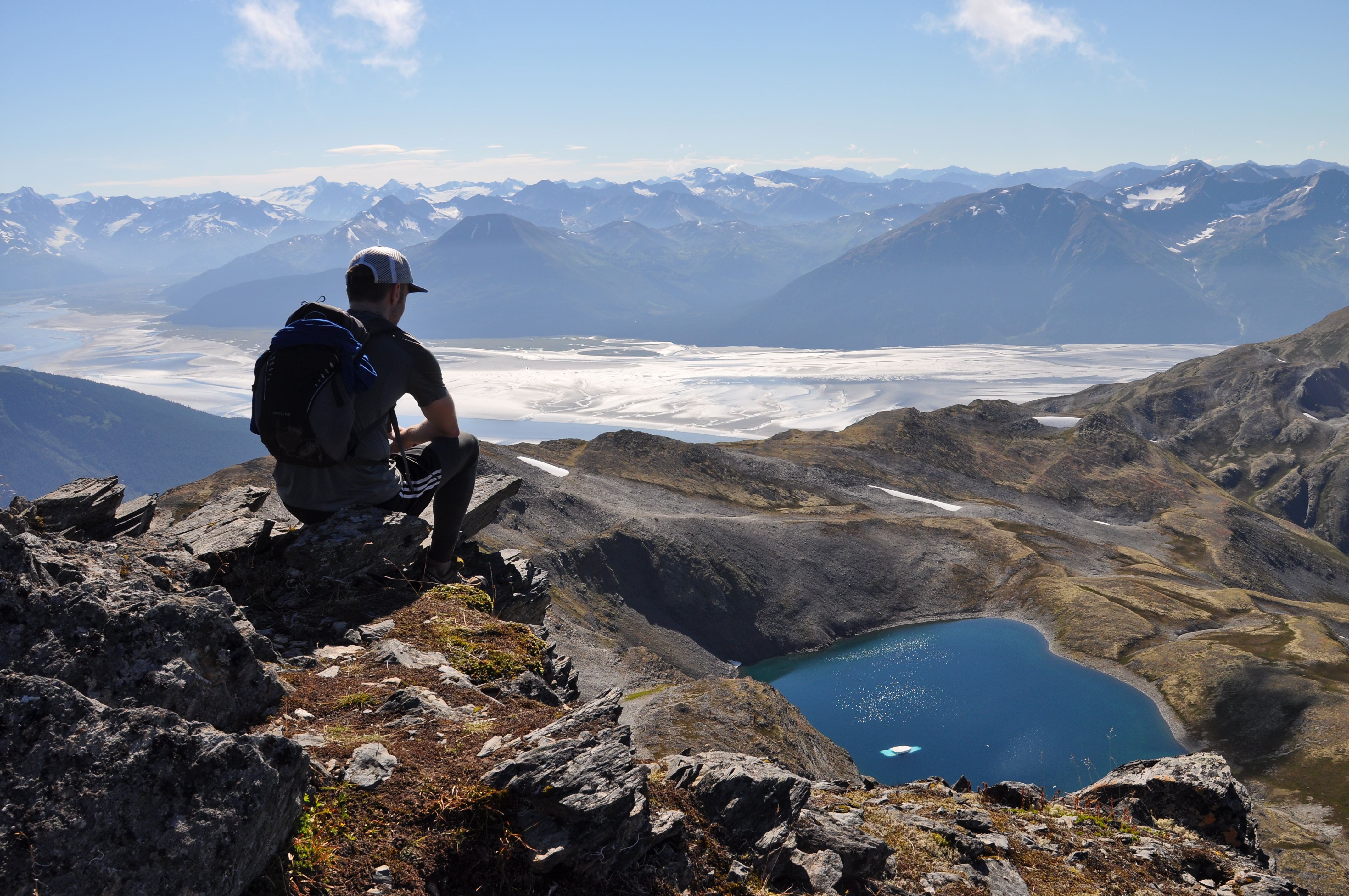
Un randonneur au sommet du Gentoo Peak, avec le fjord de Turnagain Arm en arrière-plan. Turnagain Arm est en grande partie obstrué par du limon, connu pour ses marées extrêmes, ses vasières dangereuses et sa population de bélugas.

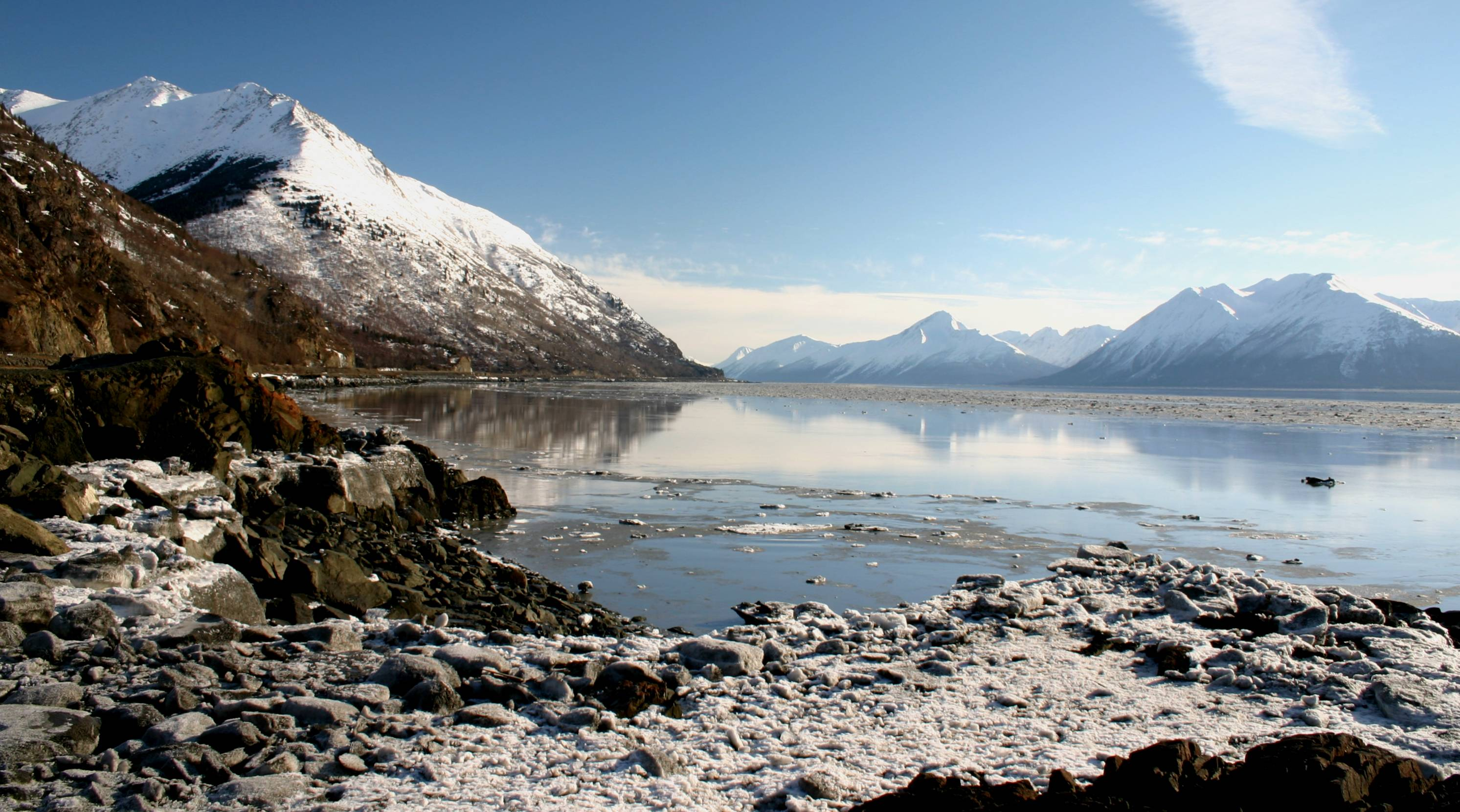
Vue depuis Beluga Point, parc d'État de Chugach

Turnagain Arm bénéficie des deuxièmes marées les plus hautes d'Amérique du Nord après la baie de Fundy, pouvant atteindre 12 mètres de hauteur. Le meilleur endroit pour observer la marée montante de l'Alaska se trouve le long de la Seward Highway au sud d'Anchorage.